# Bod Károly (tanár)
Albisi Bod Károly (Nyárádselye, 1848. október 30. – Székelyudvarhely, 1926. november 11.) közíró, református kollégiumi tanár.

## Élete
Bod Sándor református lelkész és Budai Johanna fia. Szinnyei szerint Selyén, Maros-Torda megyében született, ahova szülei a románok dúlásai elől Vajdaszentiványból menekültek. A középiskoláit Marosvásárhelyt 1857-től 1866-ig végezte; ugyanott egy évig jogot hallgatott. 1868-ban Budapestre ment a református teológiára, ahol 1870-ig volt, egyúttal Vay Béla báró Borsod megyei főispán gyermekei mellett nevelősködött. 1871-72-ben Sárospatakon végezte a teológiát, majd lelkészi vizsgát is tett. 1871 őszén egy félévre a zürichi egyetemre ment, egy másik félévet a marburgi egyetemen töltött, bölcseleti, teológiai és pedagógiai tanulmányokkal foglalkozva. 1872 őszén helyettes tanár lett a székelyudvarhelyi református kollégiumban; 1873-ban a versegyházi református egyházközség megválasztotta papjává. 1873 őszén pappá szenteltetvén, a székelyudvarhelyi református kollégiumhoz rendes tanárrá megválasztották, ahol a bölcseletet, magyar és német irodalmat tanította.
Svájcz reformátorának emléke a zürichi könyv- és levéltárban című értekezése a Prot. Tud. Szemlében (1871); nevelés-oktatásügyi cikkei a Prot. Közlönyben (1871) olykor Albisi, Protestáns vagy más név alatt és névtelenűl is jelentek meg; a Székely Nemzet c. hirlapba társadalmi egyházi és iskolai napi kérdéseket illető cikkeket irt. 1886-tól kezdve hat évig igazgató-tanár volt és ezen idő alatt az iskolai éveket megnyitó és bezáró-beszédei az illető iskolai Értesítőkben közölvék.
Kéziratban: Ünnepi és alkalmi beszédeinek gyűjteménye; Emlékbeszédei (Báró Kemény Ferencz, Arany János, Zwingli Ulrik sat.); Költészettan, középiskolai kézikönyv.